# Configurație auto
În domeniul proiectării auto, o configurație auto (în engleză powertrain layout), specifică pozițiile în care se află motorul și roțile motoare ale unui autovehicul.
Configurațiile pot fi împărțite aproximativ în trei categorii: tracțiune pe față (FWD), tracțiune pe spate (RWD) și tracțiune integrală (4WD). În practică se găsesc multe combinații diferite de locație a motorului și roți conduse, iar locația fiecăruia depinde de utilizarea vehiculului.

## Configurații cu tracțiune față

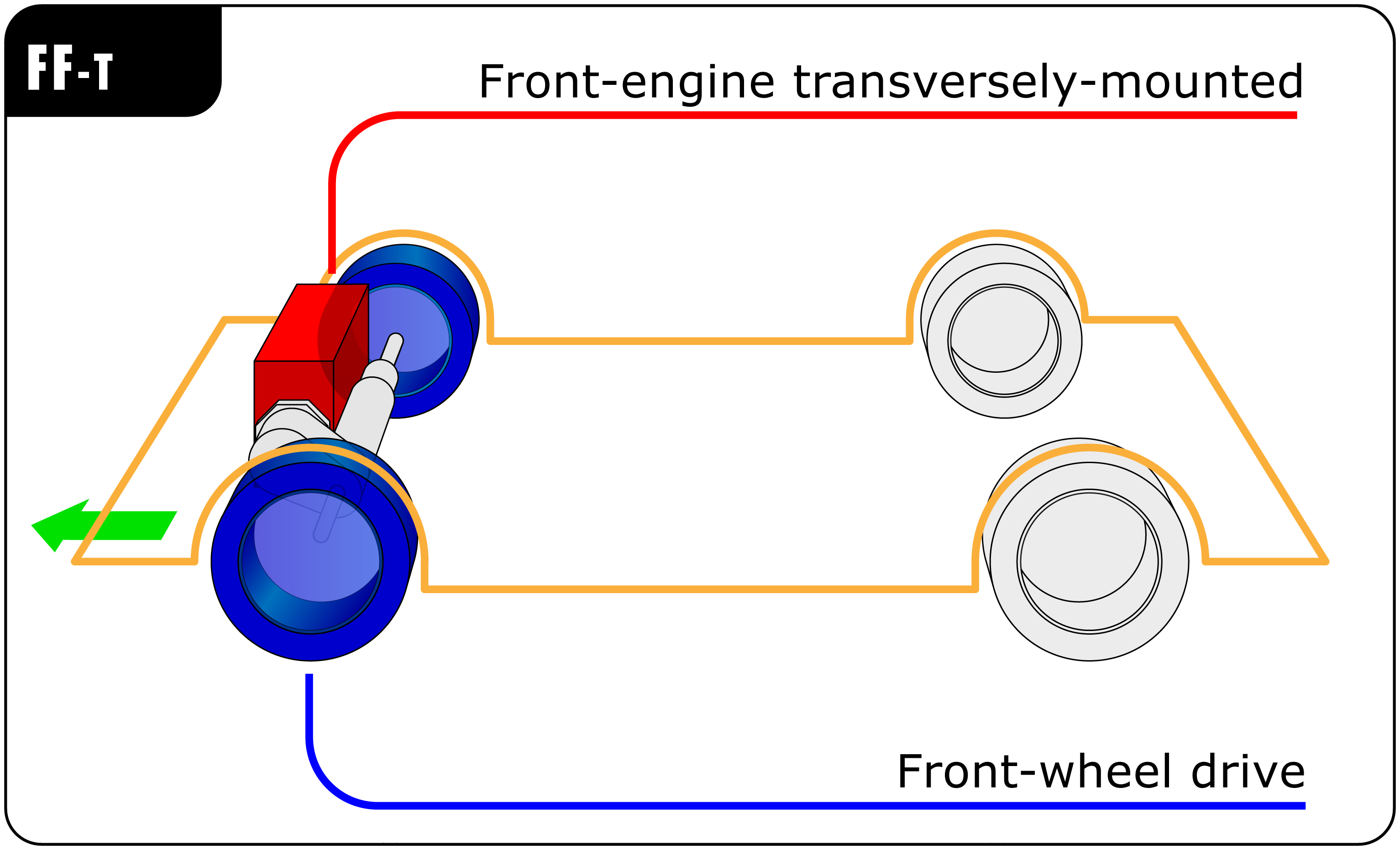
Configurația FF

### Motor față, tracțiune față
Configurația „motor față, tracțiune față” (abreviat FF) plasează atât motorul cu ardere internă, cât și roțile motoare în partea din față a vehiculului. Aceasta este cea mai întâlnită configurație pentru mașini de la sfârșitul secolului al XX-lea.

### Motor central, tracțiune față
Unele mașini cu tracțiune față timpurii din anii 1930 aveau motorul situat în mijlocul mașinii.

### Motor spate, tracțiune față
Configurația „motor în spate, tracțiune față” este unul în care motorul se află între sau în spatele roților din spate și antrenează roțile din față printr-un cardan, complet invers față de un vehicul convențional cu motor față, tracțiune spate. Această configurație a fost folosită numai pe prototipuri și mașini concept.

## Configurații cu tracțiune spate

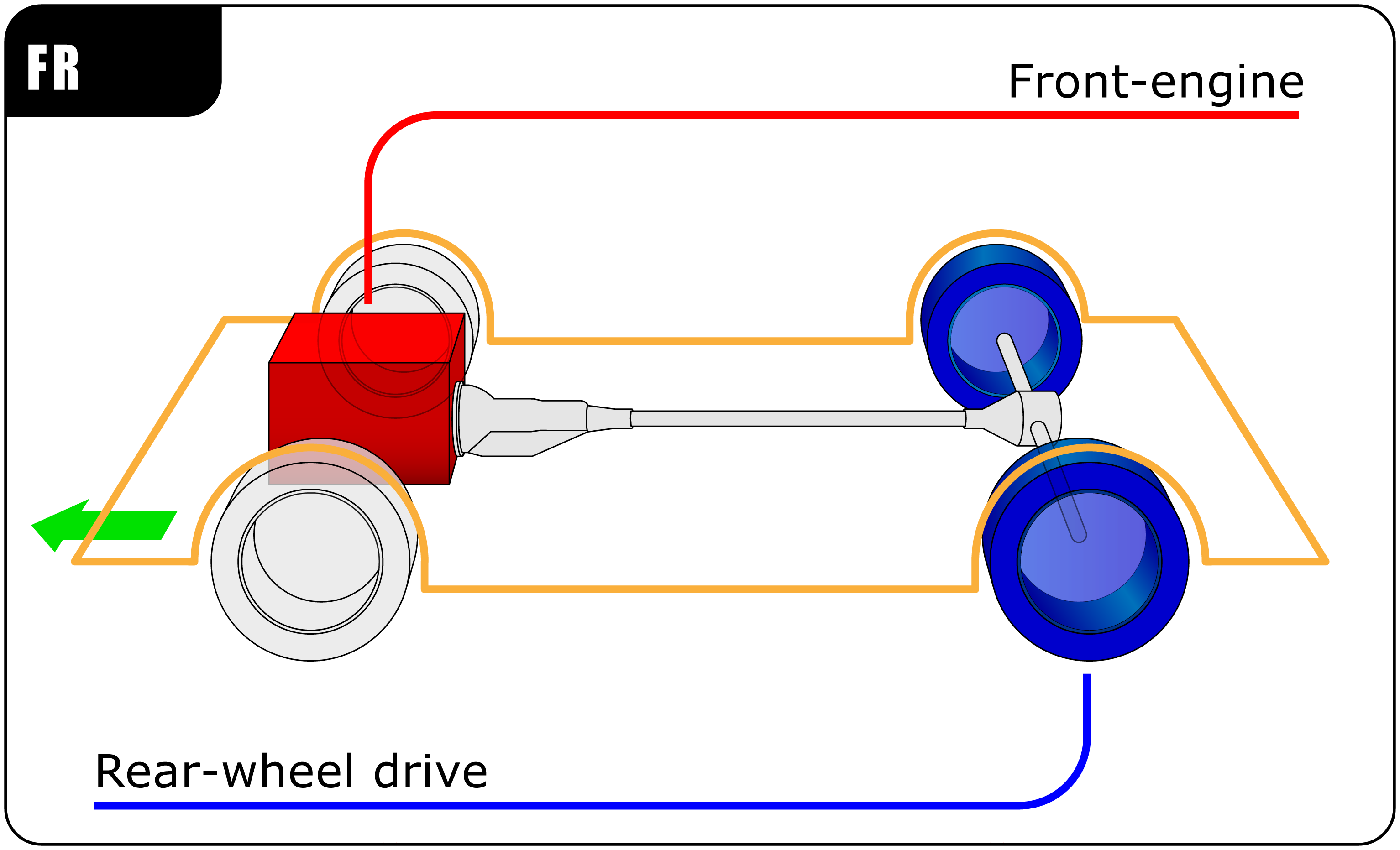
Configurația FR

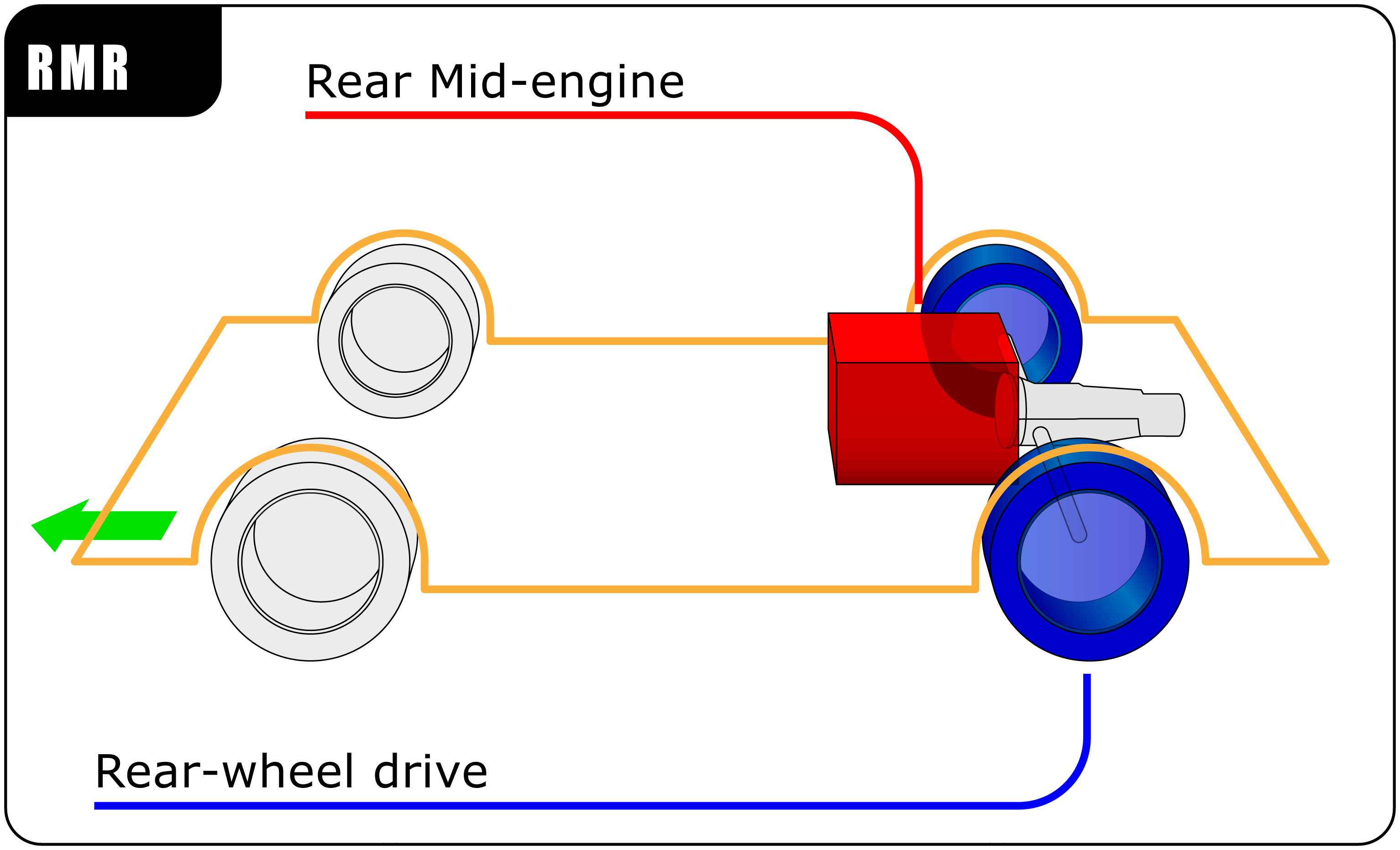
Configurația MR

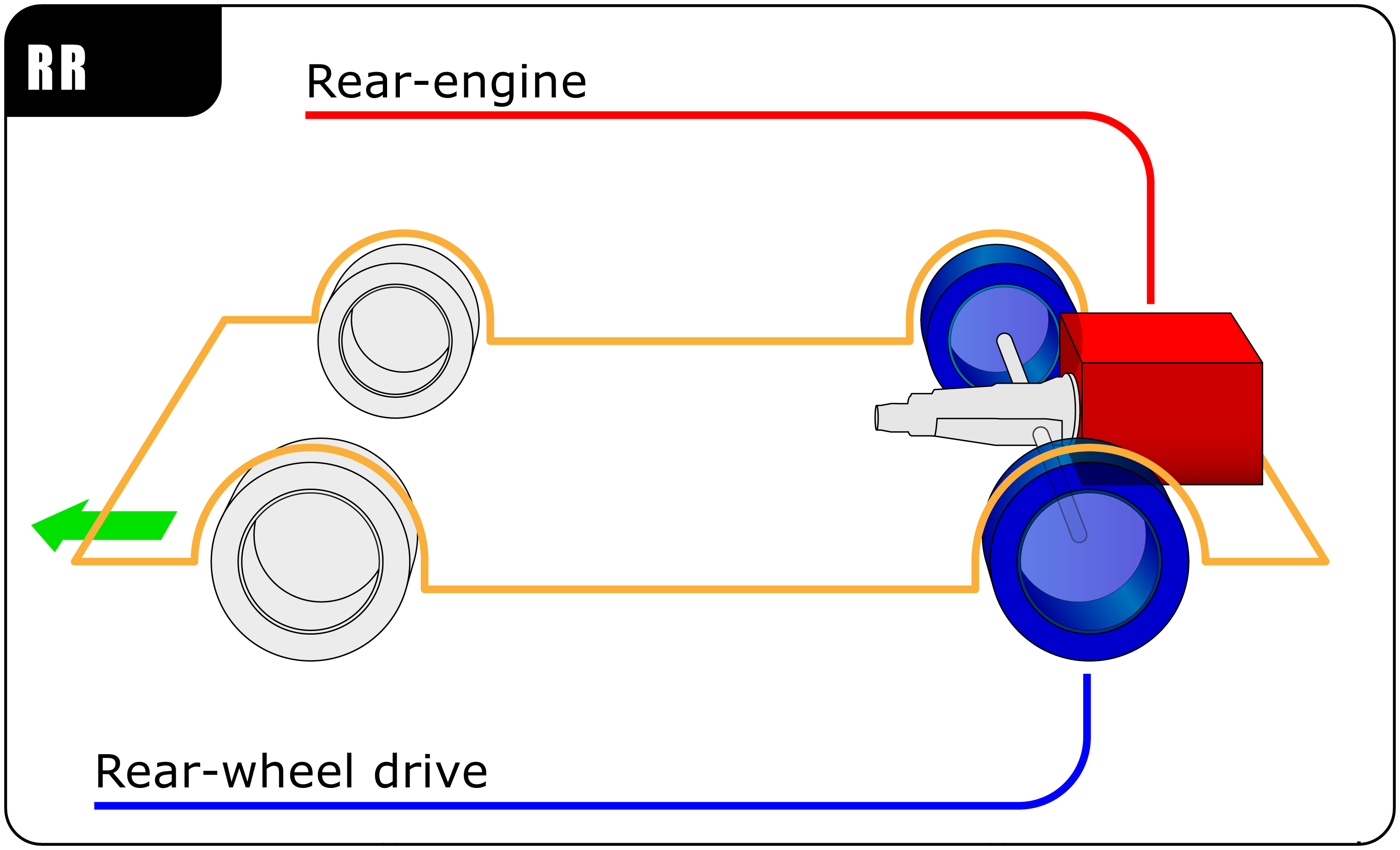
Configurația RR

### Motor față, tracțiune spate
Configurația „motor față, tracțiune spate” (abreviat FR) este unul în care motorul este situat în partea din față a vehiculului, iar roțile motoare sunt situate în spate. Aceasta a fost configurația tradițională a automobilului pentru cea mai mare parte a secolului al XX-lea și rămâne cea mai comună configurație pentru vehiculele cu tracțiune spate.

### Motor central, tracțiune spate
Configurația „motor central, tracțiune spate” (abreviat MR) este unul în care roțile din spate sunt antrenate de un motor plasat chiar în fața lor, în spatele habitaclului. Spre deosebire de RR cu motorul din spate, centrul de masă al motorului se află în fața punții din spate. Această configurație este de obicei aleasă pentru momentul său scăzut de inerție și distribuția relativ favorabilă a greutății.

### Motor spate, tracțiune spate
Configurația „motor din spate, tracțiune spate” (abreviat RR) plasează atât motorul, cât și roțile motoare în spatele vehiculului. Spre deosebire de MR, centrul de masă al motorului se află între puntea spate și bara de protecție spate. Deși este foarte frecventă în autobuzele și autocarele de tranzit, datorită eliminării cardanului permițând autobuzului să aibă o podea joasă, această configurație a devenit din ce în ce mai rară în cazul autoturismelor. Porsche 911 se remarcă prin utilizarea acestei configurații încă din 1963.

## Configurații cu tracțiune integrală

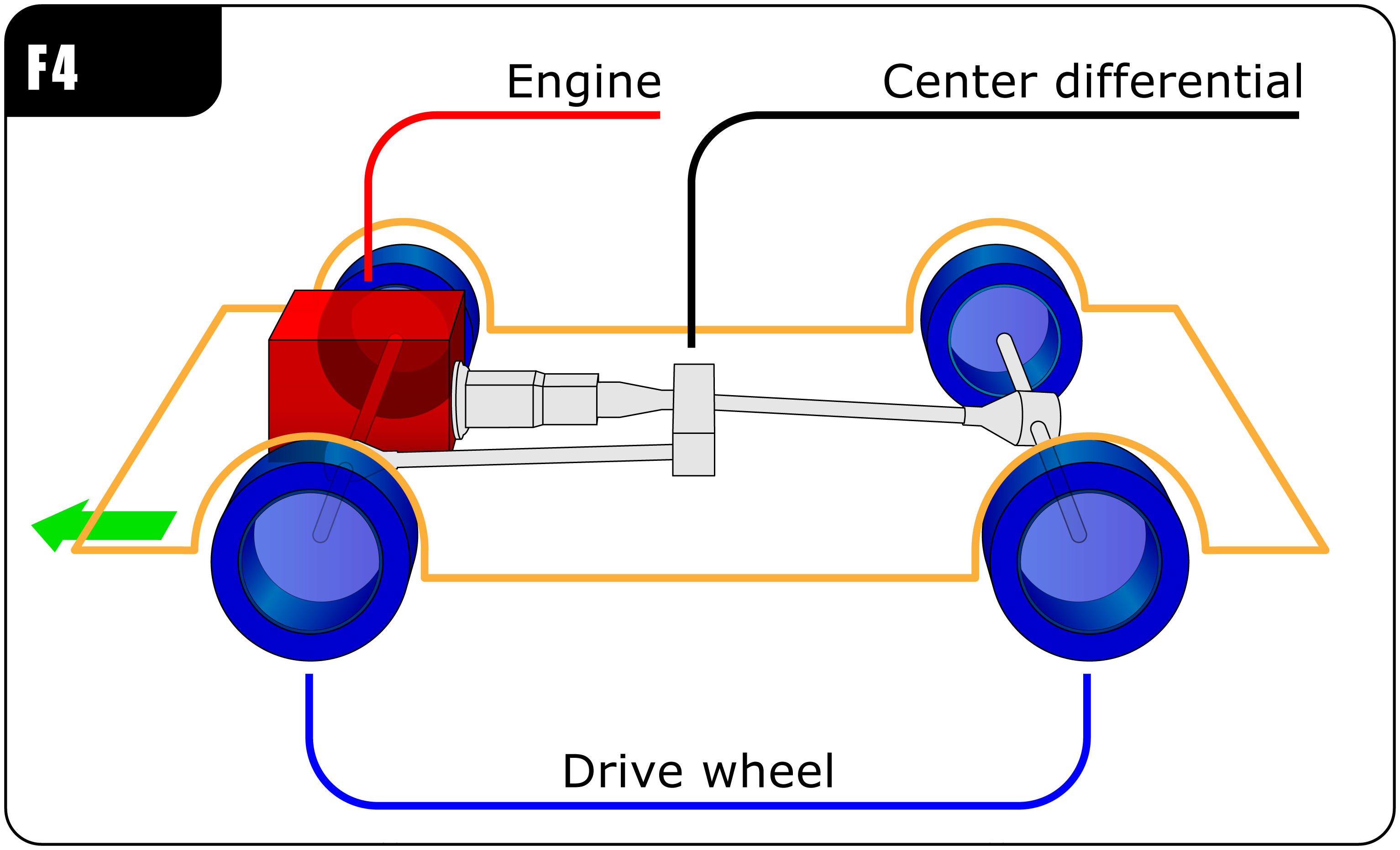
Configurația F4

Sistemele de propulsie în care puterea poate fi trimisă către toate cele patru roți se numesc tracțiune pe patru roți (4WD) sau tracțiune integrală (AWD).

### Motor față, tracțiune integrală
Dispunerea „motor față, tracțiune pe patru roți” (abreviat F4) plasează motorul în partea din față a vehiculului și antrenează toate cele patru roți. Această configurație este de obicei aleasă deoarece permite un control mai bun pe multe suprafețe și este o parte importantă a curselor de raliu, precum și a conducerii off-road.
Cele mai multe modele cu tracțiune pe patru roți sunt cu motor față și sunt derivate ale modelelor anterioare cu motor față, cu tracțiune spate.

### Motor central, tracțiune integrală
Dispunerea „motor central, tracțiune pe patru roți” (abreviat M4) plasează motorul în mijlocul vehiculului, între ambele osii și antrenează toate cele patru roți de drum.
Deși termenul „motor central” poate însemna că motorul este plasat oriunde în vehicul, astfel încât centrul de greutate al motorului să se afle între axele din față și din spate, este de obicei folosit pentru mașinile sport și mașinile de curse unde motorul este în spatele habitaclului. Puterea motorului este apoi trimisă printr-un cardan către un diferențial din centrul mașinii, care, în cazul unei configurații M4, distribuie puterea atât pe axele față, cât și pe cele spate.

### Motor spate, tracțiune integrală

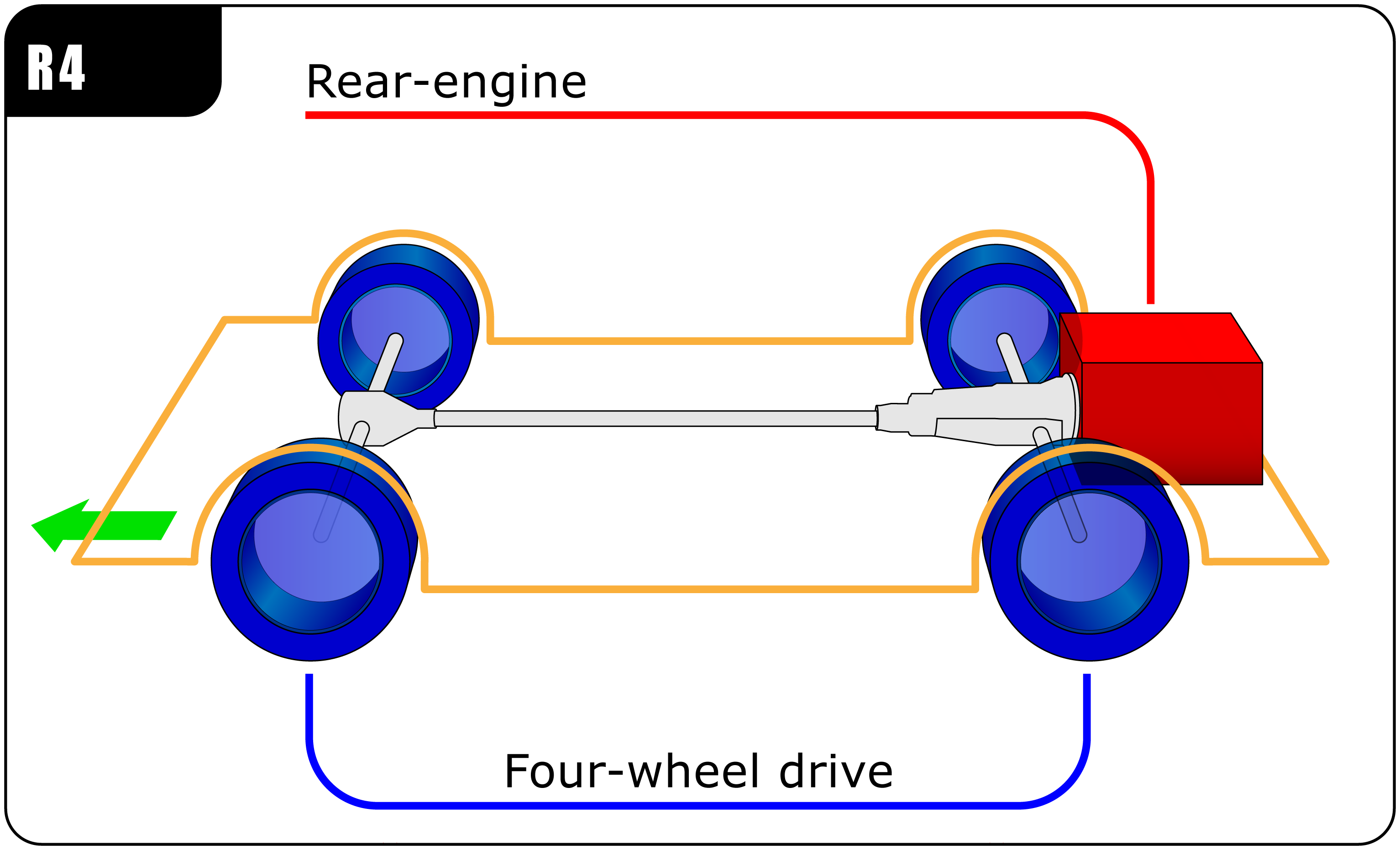
Configurația R4, unde motorul este situat în spatele punții din spate.

Dispunerea „motor din spate, tracțiune pe patru roți” (abreviată ca R4) plasează motorul în spatele vehiculului și antrenează toate cele patru roți.
Această configurație este aleasă în mod obișnuit pentru a îmbunătăți tracțiunea sau manevrarea vehiculelor existente utilizând configurația cu motor în spate, cu tracțiune spate (RR). De exemplu, Porsche 911 a adăugat tracțiunea integrală pe gama sa existentă de modele cu tracțiune spate începând cu 1989.